# 内海桂子
内海 桂子（うつみ けいこ、本名：安藤 良子（あんどう よしこ）、1923年〈大正12年〉1月12日 - 2020年〈令和2年〉8月22日）は、日本の芸人、漫才師、女優。漫才協会名誉会長、マセキ芸能社所属。

## 来歴・人物
内海好江と約半世紀に渡って音曲漫才コンビ内海桂子・好江（1950年 - 1997年）を組んで人気となった。今村昌平との縁で横浜放送映画専門学院（当時）の専任講師も務めた。
桂子の当時の相方と好江の母親が兄弟弟子という縁で、当時14歳の好江を預けられる形でコンビを組んだ。好江とは14歳差で血縁関係はない。
好江の没後は漫才協団会長として東京演芸界を率いる傍ら、最古参の現役ピン芸人として都々逸や漫談、「名鳥名木 何の木に留めた」、「○○尽くし」などの軽口もこなした。笑組、ナイツ、ロケット団ら協会所属の若手の舞台に客演したり、デーブ・スペクターらと余興で漫才をする場合もあった。2011年8月7日に放送された『笑点』には、あした順子とコンビを組んで出演した。死去報道後初となる2020年8月30日の放送の最後には、追悼映像が流された。また、翌週の9月6日の放送では、追悼企画として桂子と好江による生前の漫才の映像が流された。
桂子・好江の漫才コンビ時代から時流に敏感で、舞台でタイムリーな話題を織り交ぜているのは勿論、公式HPやブログを立ち上げ自らの文章で更新した（共に2012年時点で現存はするものの更新していない）などチャレンジ精神も旺盛だった。2010年8月からはTwitterのアカウントを開き、自らの言葉でツイートを1日数回程度の割合で行っていた。内海は戦時中に満洲などの戦地へ慰問し、それゆえ毎年8月になると必ずTwitterに広島・長崎への原爆投下や終戦への思いを投稿していた。
フリーアナウンサーの大沢悠里からは、桂子が実母と同年代生まれであることから「おっかさん」と頼られ、桂子も夫・成田常也からの求婚の際には「どうだかね」と相談し「いいんじゃないの、おっかさん」とアドバイスされるなど、よき関係を続けていた。『大沢悠里のゆうゆうワイド』の投稿コーナー「お色気大賞」では、話の終わりのおちゃらかしに桂子のお説教が放送されることがあった。
2020年1月中旬まで漫才協会の公演に出演していたが、同月末から体調を崩し入院した。一時は回復しリハビリにも励んだが、コロナウィルス感染の拡大の影響で見舞いが禁止となり、4月には夫の成田常也も脳出血で入院した。それにより、Twitterも4月14日を最後に更新がなくなっていた。
2020年8月22日23時39分、多臓器不全のため、東京都内の病院で死去した。97歳だった。遺族の意向で27日に近親者のみで密葬が行われ、死去の一報は、長年付き合いがあったスポーツニッポンが葬儀翌日の28日に裏一面と芸能面を使いスクープした。墓所は東京都台東区の行安寺。戒名は「桂雲院粋譽良光大姉（けいうんいんすいよりょうこうだいし）」。「桂」は芸名の桂子、「良」は本名の良子からそれぞれ取られ、「粋譽」には粋な人生を称える意味が込められている。
2022年4月15日、本人の死去以降は更新されることがなかったTwitterアカウントに突然「菜の花や　月は東に　日は西に」という投稿があった。ファンからは驚きの声が上がったが、その後「＠utumikeiko」だったIDが、「＠funnylilcats」に変更され、桂子が10年間投稿してきた3992ツイートが全て閲覧できない状態になった。その後は子猫の画像がアップされるようになり、ユーザーからは「乗っ取り被害」を指摘する声が上がっている。

## 年表
- 1922年 - 両親の駆け落ち先の千葉県銚子市で出生し、東京市浅草（現在の東京都台東区浅草）で育つ。実際の生年月日は1922年9月12日だが、戸籍上では1923年1月12日となっている。
- 1923年 - 当時の深川区森下で関東大震災に遭遇[12]。両親と共に着の身着のままで千葉県印旛郡木下町（現在の印西市）の父方の親戚を頼って木下までずっと歩いて避難[12][13]。しかし、母親は働かない父親に愛想を尽かし、桂子を連れて木下の親戚宅を出て東京に戻る。そのため、父の顔を知らないままで育つ[13][14]。父はそのまま行方不明。栄養不足もあり、子供の頃から右目はほとんど見えなかった。
- 1930年 - 尋常小学校3年時に、神田錦町の蕎麦屋「更科」に子守り奉公に出される[14]。
- 1935年 - 坂東小三寿らの手ほどきで三味線や日本舞踊を学んでいたところ、舞台からお呼びが掛り始める。
- 1938年 - 高砂家と志松・雀屋〆子の〆子の産休中の代役で、と志松（山形一郎）と組み、浅草橘館で漫才初舞台。
- 1941年 - と志松との間に長男誕生（20歳、事実婚）。
- 1942年 - と志松とコンビ解消。三枡家好子の芸名で遊芸稼業鑑札取得。女子勤労挺身隊北支慰問班に加わり、奥満洲まで巡業。
- 1945年 - 吉原で団子の売り歩きや田原町のキャバレーの女給をしつつ、時折舞台にも上がる。「桂子」はその時の源氏名だった。
- 1946年 - 林家染団治一門の林家染芳（後の林正二郎）とコンビを組み、長女をもうけたため婚姻届を提出したが、戦後の混乱で染芳の本籍地・広島県呉市に届かず、未婚[15]。

染芳がヒロポン中毒になり別離。
染芳の他、10名ほど相方を替える。
- 1950年 - 林家染団治の紹介で、夫婦漫才荒川小芳・林家染寿の娘で、当時14歳の内海好江を弟子に取り、コンビ結成。
- 1956年 - 猛稽古を重ねて臨んだ第1回NHK新人漫才コンクールで2位に終わり優勝ならず。2回、3回と続けて出場するがいずれも優勝を逃し、桂子に叱責された好江は睡眠薬自殺を図るが助かる。
- 1958年 - 第4回NHK新人漫才コンクールで優勝。
- 1961年 - 芸術祭奨励賞受賞。
- 1980年 - 日本芸能実演家団体協議会功労賞表彰。
- 1982年 - 芸術選奨文部大臣賞受賞（漫才で初）。
- 1987年 - 第15回日本放送演芸大賞功労賞受賞。
- 1988年 - 花王名人劇場功労賞受賞。
- 1989年 - 紫綬褒章受章。
- 1990年 - 第7回浅草芸能大賞受賞。実娘と同い年で24歳年下である成田常也と事実婚生活を開始。
- 1994年 - 第45回NHK放送文化賞受賞。長男が食道癌で死去（52歳没）[16]。
- 1995年 - 勲四等宝冠章受章。
- 1997年 - 好江が病死。ピン芸人に戻る。
- 1998年 - リーガル天才より後継指名され、漫才協団第5代会長に就任。
- 1999年 - 24歳年下のマネージャー成田常也と出雲大社で結婚式を挙げ、正式に夫婦となる（77歳、戸籍上は初婚）。「棺桶担ぎ」「墓守を雇った」と称した。
- 2001年 - 第1回笑芸人大賞受賞。
- 2007年 - 漫才協会会長職を青空球児に禅譲し名誉会長に退く。東京駅の階段で転倒、落下して手首を骨折。入院中に乳癌が発見され手術し、本復。
- 2010年 - あした順子・ひろしの順子とコンビとして活動開始。コンビ名はAKB48（A - あした順子、K - 内海桂子、B - ババア、48 - シワだらけ）[17]。
- 2010年8月 - Twitterを始める。
- 2020年 - 死去。

## 一門
- 1950年当時人気絶頂の初代内海突破にあやかって、勝手に『内海』の屋号を名乗っていたが、その後突破が低迷する反面桂子・好江の人気が出たため、突破の方から「桂子・好江はワシの弟子なんや」と言い出し、その結果内海一門の客分に迎えられた。従って獅子てんや・瀬戸わんやは弟弟子に当る。
- 直弟子に笑組、ナイツ等が居る。俳優志望だったウッチャンナンチャンの2人も、横浜放送映画専門学院在学中に桂子から漫才転向を勧められ、その後マセキ芸能社の後輩となったため、事実上弟子扱いされている。1997年の好江死去の際には、好江宅にウッチャンナンチャンの2人が弔問に訪れた。

## 著書
- 『転んだら起きればいいさ―女芸人の泣き笑い半生記』　主婦と生活社、1989年、ISBN 4391111500
- 『私は学校に行かれなかった―のびのび人生論』　ポプラ社、1991年、ISBN 4591037835
- 『七転び八起き人生訓―ことわざは私の“師匠”だった』　主婦と生活社、1991年、 ISBN 4391113929
- 『桂子のネジ巻き人生七十年』　PHP研究所、1992年、ISBN 4569536506
- 『ひょうたんから愛―恋文の三百通に寄り切られ』　主婦と生活社、1992年、ISBN 4391114860
- 『七年目の本気―内海桂子の「青春」』　法研、1995年、ISBN 4879541192
- 『さあ、もう一歩踏み出してみようよ』　海竜社、1998年、ISBN 4759305653
- 『桂子八十歳の腹づつみ』　東京新聞出版局、2001年、ISBN 4808307391
- 『「東京漫才」列伝』（富澤慶秀との共著）　東京新聞出版局、2002年、ISBN 4808307723
- 『悩むヒマありゃ、動きなさいよ! 死ぬまで現役、90歳!!』　牧野出版、2012年、ISBN 4895001547
- 『師匠！』集英社、2012年、ISBN  9784087814880
- 『機嫌よく暮らす―桂子師匠９０歳、元気の秘密』内海桂子（著）石橋英明（監修）、マキノ出版、2013年 ISBN 9784837671930
- 『内海桂子90歳 アイアンボディの秘密』祥伝社、2013年、ISBN 9784396614607
- 『内海桂子 人生は七転び八起き』飛鳥新社、2020年9月、ISBN 9784864107556[18]

## レコード
- キャディーズ（内海桂子・好江）『キャディーさんのひとりごと〜練習してからまたおいで〜』（1983年、ポリドール）

## 出演歴

### テレビ
バラエティ・トーク番組
- ばらえてい テレビファソラシド（1979年 - 1982年）
- 年忘れ漫才競演
- 知ればしるほど!!あおもり県（青森放送）
- ライオンのいただきます（フジテレビ）
- 疲労回復テレビ (NHK)
- この人「内海桂子・好江ショー」（1983年8月11日、NHK）
- ウッチャンナンチャンのやるならやらねば!（フジテレビ）
- マダムんむん（TBS）
- 絶対に笑ってはいけない名探偵24時（2015年12月31日、日本テレビ）
- 緊急追悼企画 ありがとう！内海桂子さん（2020年9月6日、BSテレ東）

ドラマ
- 非情のライセンス 第2シリーズ 第10話「兇悪の星」（NET、1974年） - 子連れの主婦
- 続・続 事件 月の景色（1980年、NHK）
- ここまでは他人（1981年、TBS） - スエ 役
- 脱兎のごとく 岡倉天心（1985年、NHK）
- 友だち（1987年、NHK） - 橋本さん
- 外科医有森冴子 パート1 第8話「有森クビになります」（1990年、日本テレビ）
- 春の一族（1993年、NHK） ‐ 津留川フサ
- 火曜サスペンス劇場「新任判事補シリーズ」（1994年-1996年、日本テレビ）
- 夏の一族（1995年、NHK）
- 大往生（1996年、NHK）
- 火曜サスペンス劇場 1996年殺人捜査（1996年、日本テレビ）
- 魚心あれば嫁心（1998年、テレビ東京）
- WITH LOVE（1998年、フジテレビ）
- 金曜エンタテイメント スチュワーデス刑事（1999年、フジテレビ）
- 月曜ドラマスペシャル「水上署の源さん 東京運河-信州斑尾高原連続殺人事件」（1999年2月、TBS） - 門脇美鈴
- 女子刑務所東三号棟（2000年、TBS）
- 浅草キッドの「浅草キッド」（2002年、スカイパーフェクTV!）
- 天花（2004年、NHK） ‐ 田中サチ
- 火曜サスペンス劇場 事件記者・三上雄太（2004年、日本テレビ）
- 夫婦。 第3・4話（2004年、TBS）
- クロサギ　第7話（2006年、TBS） ‐ 玉城くら
- エラいところに嫁いでしまった!（2007年、テレビ朝日） - 山本ヨネ
- 冗談じゃない! 第6・11話（2007年、TBS） - 石野 役
- 刑事の現場（2008年） - 田中智美
- 新参者（2010年、TBS）  - 亀田誠一の母親
- ラスト・ドクター〜監察医アキタの検死報告〜（2014年、テレビ東京） ‐ 川村正枝

### ラジオ
- 大沢悠里のゆうゆうワイド 水曜パートナー（TBSラジオ、出演は1988年 - 1994年）
- 真打ち競演
- 小沢昭一の小沢昭一的こころ『漫才師・内海桂子について考える』（TBSラジオ、2010年8月23日 - 27日）

### 映画
- の・ようなもの（1981年、日本ヘラルド映画）
- 裸の大将放浪記（1981年）
- 長崎ぶらぶら節（2000年）
- ひとりね（2001年）
- 恋するマドリ（2007年）
- 能登の花ヨメ（2008年）
- の・ようなもの のようなもの（2016年）

### MV
- 前田敦子「君は僕だ」（2012年）

### CM
- ジャン・アム・ジャパン
- 日本香堂